# Gunnareds distrikt
Gunnareds distrikt är ett distrikt i Göteborgs kommun och Västra Götalands län. 
Distriktet ligger i nordöstra delen av Göteborg.

## Tidigare administrativ tillhörighet
Distriktet inrättades 2016 och utgörs av en del av det område som utgjort Angereds socken.
Området motsvarar den omfattning Gunnareds församling hade vid årsskiftet 1999/2000 och som den fick 1971 efter utbrytning ur Angereds församling.